# Tropidurus
Tropidurus es un género de lagartos sudamericanos, de los cuales siete son endémicas de las islas Galápagos.

## Especies
Se reconocen las siguientes 31 especies:
- Tropidurus arenarius (Tschudi, 1845).
- Tropidurus bogerti Roze, 1958.
- Tropidurus callathelys Harvey & Gutberlet, 1998.
- Tropidurus catalanensis (Gudynas & Skuk, 1983).
- Tropidurus chromatops Harvey & Gutberlet, 1998.
- Tropidurus cocorobensis Rodrigues, 1987.
- Tropidurus erythrocephalus Rodrigues, 1987.
- Tropidurus etheridgei Cei, 1982.
- Tropidurus guarani Álvarez, Cei & Scolaro, 1994.
- Tropidurus helenae (Manzani & Abe, 1990).
- Tropidurus hispidus (Spix, 1825).
- Tropidurus hygomi Reinhardt & Lütken, 1861.
- Tropidurus imbituba Kunz & Borges-Martins, 2013.
- Tropidurus insulanus Rodrigues, 1987.
- Tropidurus itambere Rodrigues, 1987.
- Tropidurus jaguaribanus Passos, Lima & Borges-Nojosa, 2011.
- Tropidurus lagunablanca Carvalho, 2016.
- Tropidurus madeiramamore Carvalho, Paredero, Villalobos-Chaves, Ferreira, Rodrigues & Curcio, 2023.[2]
- Tropidurus melanopleurus Boulenger, 1902.
- Tropidurus montanus Rodrigues, 1987.
- Tropidurus mucujensis Rodrigues, 1987.
- Tropidurus oreadicus Rodrigues, 1987.
- Tropidurus pinima (Rodrigues, 1984).
- Tropidurus psammonastes Rodrigues, Kasahara & Yonenaga-Yassuda, 1988.
- Tropidurus semitaeniatus (Spix, 1825).
- Tropidurus sertanejo Carvalho, Sena, Peloso, Machado, Montesinos, Silva, Campbell & Rodrigues, 2016.
- Tropidurus spinulosus (Cope, 1862).
- Tropidurus tarara Carvalho, 2016
- Tropidurus teyumirim Carvalho, 2016.
- Tropidurus torquatus (Wied-Neuwied, 1820).
- Tropidurus xanthochilus Harvey & Gutberlet, 1998.